# Lima distrikt
Lima distrikt är ett distrikt i Malung-Sälens kommun och Dalarnas län. Distriktet ligger i och omkring Lima i västra Dalarna och gränsar till Värmland och Norge.

## Tidigare administrativ tillhörighet
Distriktet inrättades 2016 och utgörs av Lima socken i Malung-Sälens kommun.
Området motsvarar den omfattning Lima församling hade vid årsskiftet 1999/2000.

## Tätorter och småorter
I Lima distrikt finns två tätorter och fyra småorter.

### Tätorter
- Lima
- Limedsforsen

### Småorter
- Heden
- Mangs
- Rörbäcksnäs
- Torgås